# Сан Чезарио сул Панаро
Сан Чеза̀рио сул Пана̀ро (на италиански: San Cesario sul Panaro, на местен диалект San Gèr, Сан Джер) е градче и община в северна Италия, провинция Модена, регион Емилия-Романя. Разположено е на 54 m надморска височина. Населението на общината е 6248 души (към 2012 г.).